# Ruby Document format
RD（Ruby Document format）はドキュメントフォーマットの1つで、Rubyスクリプトに埋め込み可能であるため、Ruby関連のドキュメントによく使用される。Wiki文法に似たマークアップを持ち、HTMLなどよりも簡潔に記述できる。

## マークアップ
Rubyスクリプトに埋め込む場合は=beginと=endで囲んだ部分に記述する。

### 見出し
RDで見出しは次のように記述する。
```

 =最大見出し
 ==大見出し
 段落1
 ===中見出し
 段落2
 ====中小見出し
 段落3
 +小見出し
 段落4
 ++最小見出し
 段落5
```

出力されるHTMLはほぼ以下のようなものである。
```
 
<
h1
>
最大見出し
</
h1
>

 
<
h2
>
大見出し
</
h2
>

 
<
p
>
段落1
</
p
>

 
<
h3
>
中見出し
</
h3
>

 
<
p
>
段落2
</
p
>

 
<
h4
>
中小見出し
</
h4
>

 
<
p
>
段落3
</
p
>

 
<
h5
>
小見出し
</
h5
>

 
<
p
>
段落4
</
p
>

 
<
h6
>
最小見出し
</
h6
>

 
<
p
>
段落5
</
p
>

```

### 箇条書き
```

 * 順序の無い箇条書き。
 
 * 続き。改行があってもよい。
   * 入れ子にすることができる。
 
 (1) 順序つきの箇条書き
 (2) 続き
     * 違う種類の箇条書き
 
 :HTML
   HyperText Markup Language の略。
 :RD
   Ruby Document format の略。
```

上のRDはほぼ以下のように変換される。
```
 
<
ul
>

   
<
li
>
順序の無い箇条書き。
</
li
>

   
<
li
>
2つめの項目。改行があってもよい。
     
<
ul
>

       
<
li
>
入れ子にすることができる。
</
li
>

     
</
ul
>

   
</
li
>

 
</
ul
>

 
<
ol
>

   
<
li
>
順序つきの箇条書き
</
li
>

   
<
li
>
続き
     
<
ul
>

       
<
li
>
違う種類の箇条書き
</
li
>

     
</
ul
>

   
</
li
>

 
</
ol
>

 
<
dl
>

   
<
dt
>
HTML
</
dt
>

   
<
dd
>
HyperText Markup Language の略。
</
dd
>

   
<
dt
>
RD
</
dt
>

   
<
dd
>
Ruby Document format の略。
</
dd
>

 
</
dl
>

```

項目が入れ子になるかどうかは、字下げの深さ（スペースの数）が等しいかどうかで判定される。